# Félicie de Roucy
Félicie de Roucy, née vers 1060 et morte à Barcelone le 3 mai 1123, épouse du roi Sanche Ier, est reine consort d'Aragon et de Navarre.

## Biographie

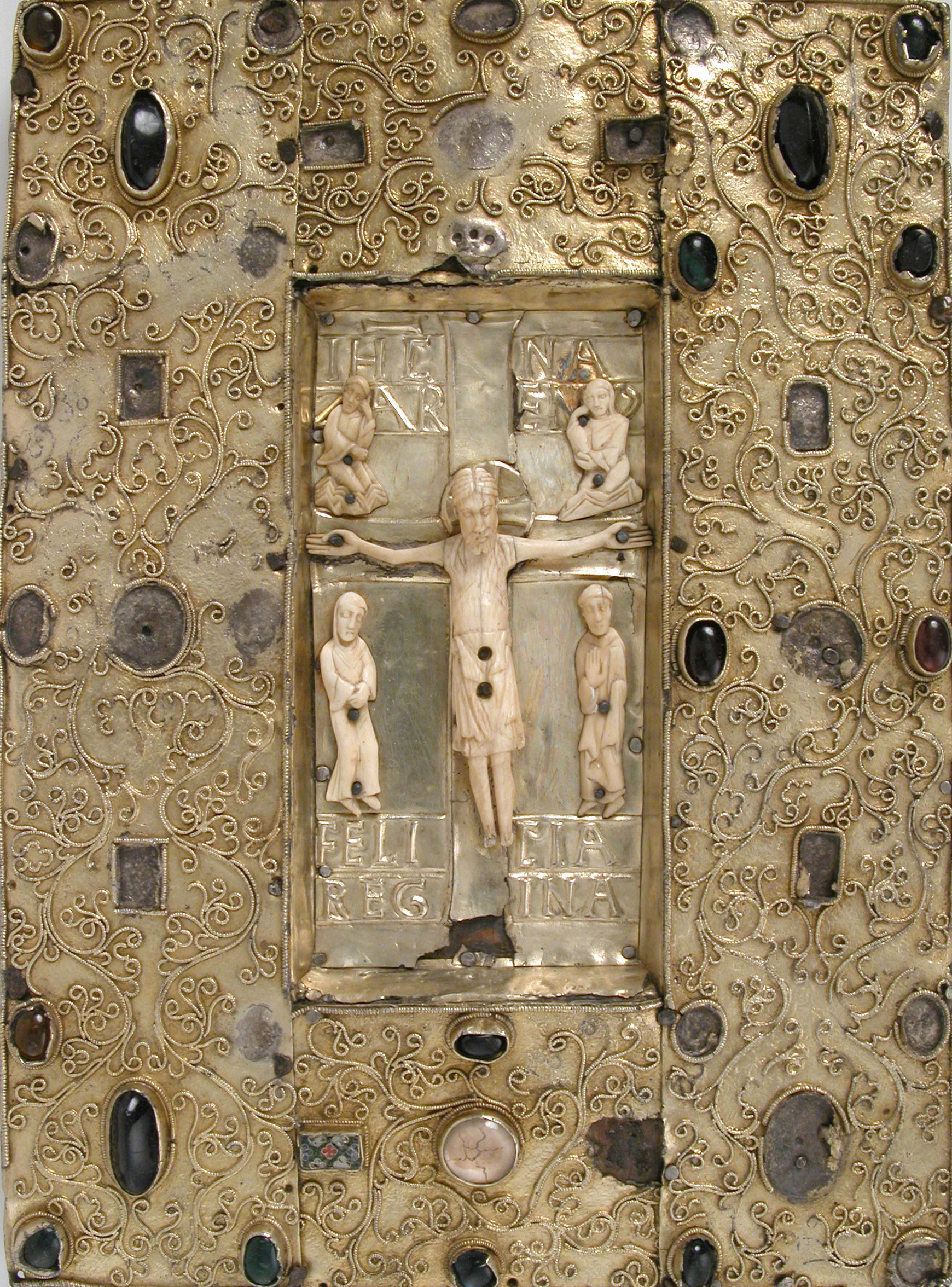
Évangéliaire de Félicie de Roucy (1070-1085). Inscription : I H C / NA/SAR/EN(V)S - FELI/CIA/REG/INA.

Félicie est la dernière fille d'Hilduin IV de Montdidier, comte de Roucy de la maison de Montdidier et de son épouse Alix de Roucy. Elle naquit vers 1060, certainement sur les domaines de ses parents.
En 1063, le pape Alexandre II prêche la croisade contre les Maures d'al-Andalus, afin de prendre la ville de Barbastro, dépendant de la taïfa de Lérida. Ebles II de Roucy, fils d'Hilduin IV et frère de Félicie, décida de participer à la croisade et se rendit en Aragon. C'est là qu'il rencontra le roi d'Aragon, Sanche Ier. Après la prise de la ville, il resta aux côtés du roi d'Aragon et l'aida lors de la guerre des trois Sanche, entre 1065 et 1067.
Le roi d'Aragon obtint en 1070 que son mariage avec Isabelle d'Urgell soit annulé. Pour sceller son alliance avec Ebles II, Sanche Ier épousa Félicie la même année. Preuve de l'alliance solide entre le roi aragonais et le seigneur champenois, Ebles II organisa à nouveau, en 1073, une croisade en Aragon, dont le résultat n'est pas connu. Félicie donna naissance à plusieurs enfants : Ferdinand (1071-1086), Alphonse et Ramire. Les deux derniers furent rois d'Aragon, après la mort de leur demi-frère Pierre, né du premier lit de leur père, mort sans descendance. Félicie reçut en donation de son mari les terres de Ribagorce.
Félicie meurt à Barcelone, le 3 mai 1123. Son corps fut enterré dans le monastère Saint-Jean de la Peña.

## Descendance et famille
De son mariage vers 1070 avec le roi d'Aragon, Sanche Ier, Félicie de Roucy eut trois fils :
- Ferdinand (1071–1094) ;
- Alphonse Ier le Batailleur (1073–1134), roi d'Aragon et de Pampelune de 1104 à 1134 ;
- Ramire II le Moine (1086–1157), roi d'Aragon de 1134 à 1157.